# Michael Riffaterre

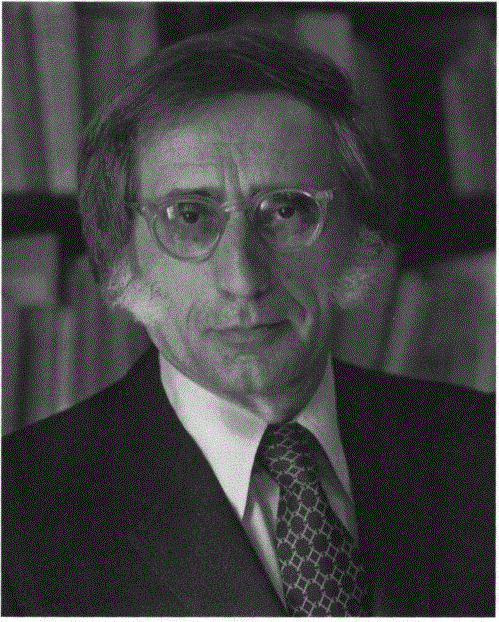
Michael Riffaterre

Michael Riffaterre, född som Michel Camille Riffaterre 20 november 1924 i Bourganeuf, Creuse, död 27 maj 2006 i New York, var en fransk strukturalistisk litteraturteoretiker och professor vid Columbia University. Han skrev sina verk på franska och på engelska.
Riffaterre studerade först i Lyon och fortsatte sedan studierna vid Sorbonne. Han doktorerade 1955 vid Columbia University med den stilistiska avhandlingen Le style des "Pléiades" de Gobineau om Joseph Arthur Gobineaus roman Les Pléiades. Han började att undervisa vid Columbia år 1953 och bestämde sig för att kalla sig Michael i samband med utvandringen till USA. Han fick en full professur år 1964 och var franska institutionens prefekt vid Columbia 1974–1983. Han blev 1982 university professor vilket är den högsta graden av professor vid Columbia. Han pensionerades år 2004. Han insjuknade i alzheimers sjukdom och avled 2006.
Riffaterre var känd som en strukturalistisk semiotiker. Han höll med de ryska formalisterna om att poesi är en speciell typ av språkanvändning. Det vanliga språket är praktiskt och refererar till verkligheten, medan i det poetiska språket är meddelandet ett självändamål. I Semiotics of Poetry utvecklade han sitt synsätt om en kompetent läsning som inte stannar vid textens ytnivå, utan går på djupet. Enligt Riffaterre kan man på ett indirekt sätt upptäcka diktens matris om man lyckas förklara textens ogrammatiskheter, de partier som inte öppnar sig i en vanlig läsning.